# Europäische Säule sozialer Rechte
Die Europäische Säule sozialer Rechte (ESSR, englisch European Pillar of Social Rights, französisch socle européen des droits sociaux) ist eine Initiative der Europäischen Kommission. Mit der ESSR sollen umfassende Reformen der europäischen Arbeitsmärkte und Sozialsysteme angestoßen werden. Bei einem Gipfel in Göteborg bekannten sich die 28 Staaten am 17. November 2017 in einer Erklärung zu gemeinsamen Mindeststandards, darunter faire Löhne, Hilfe bei Arbeitslosigkeit und angemessene Renten.

## Geschichte
Der erste vorläufige ESSR-Entwurf wurde von der Kommission im März 2016 veröffentlicht. Daran anknüpfend begann ein Konsultationsprozess mit den Mitgliedstaaten, Behörden, Sozialpartnern und Bürgern der EU. Der Konsultationsprozess wurde am 23. Januar 2017 mit einer hochrangigen Konferenz der Kommission in Brüssel offiziell beendet. Das Dokument der ESSR ist in 20 Ziele gegliedert, mit deren Verwirklichung sich alle Mitgliedsstaaten der EU einverstanden erklärt haben.

## Inhalt
Die ESSR umfasst eine Präambel und drei Kapitel mit Zielwerten für 20 Bereiche:
- Kapitel I: Chancengleichheit und Arbeitsmarktzugang
(Allgemeine und berufliche Bildung und lebenslanges Lernen, Gleichstellung der Geschlechter, Chancengleichheit, Aktive Unterstützung für Beschäftigung)
- Kapitel II: Faire Arbeitsbedingungen
(Sichere und anpassungsfähige Beschäftigung, Löhne und Gehälter, Informationen über Beschäftigungsbedingungen und Kündigungsschutz, Sozialer Dialog und Einbeziehung der Beschäftigten, Vereinbarkeit von Berufs- und Privatleben, Gesundes, sicheres und geeignetes Arbeitsumfeld und Datenschutz)
- Kapitel III: Sozialschutz und soziale Inklusion
(Betreuung und Unterstützung von Kindern, Sozialschutz, Leistungen bei Arbeitslosigkeit, Mindesteinkommen, Alterseinkünfte und Ruhegehälter, Gesundheitsversorgung, Inklusion von Menschen mit Behinderungen, Langzeitpflege, Wohnraum und Hilfe für Wohnungslose, Zugang zu essenziellen Dienstleistungen)

Die ESSR soll so als eine Art Referenzdokument fungieren, mittels dessen sich die Arbeitsmarkt- und Sozialstandards in den Mitgliedsstaaten langfristig dem in der Säule definierten Niveau annähern sollen.

## Weitere Entwicklung
Als konkrete Maßnahmen zur Umsetzung der ESSR schlug die Kommission im März 2018 vor, eine Europäische Arbeitsmarktbehörde zu gründen und auch Selbständigen den Zugang zur Sozialversicherung zu ermöglichen.

## Kritik
Inzwischen hat die Europäische Kommission einen Aktionsplan vorgelegt, der aus drei Bereichen besteht und bis 2030 umgesetzt werden soll. Die Initiative wurde allgemein begrüßt, es gab jedoch auch Kritik. Die Arbeitgeberverbände befürchten eine Kompetenzverschiebung zu Gunsten der EU und bestehen daher auf der Einhaltung des Subsidiaritätsprinzips. Den Gewerkschaften geht die Initiative nicht weit genug, die Arbeitgeberverbände kritisieren, dass die ESSR die Wettbewerbsfähigkeit der EU schmälern würde.